# Marine sud-africaine
La marine sud-africaine (afrikaans : Suid-Afrikaanse Vloot) est la composante maritime des Forces de défense d’Afrique du Sud. Elle a été créée le 1er avril 1922 sous le nom de South African Naval Service.

## Histoire

### De 1945 à 1994

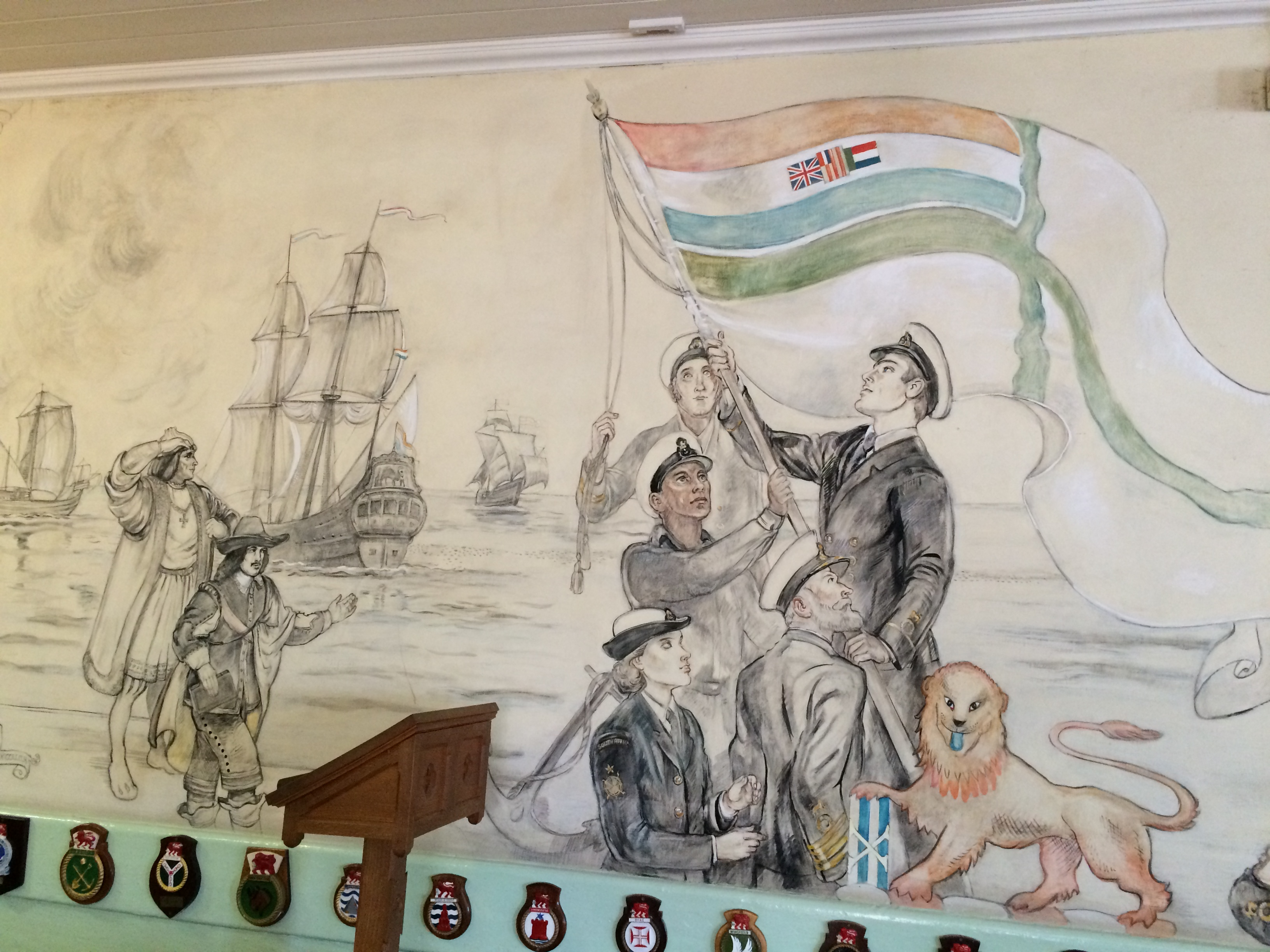
Peinture murale représentant l'ancien drapeau de la marine sud-africaine (musée d'histoire de la marine sud-africaine à Simon's Town)

Le 1er mai 1946, le South African Naval Force (SANF) a été reconstitué dans le cadre de la Force de défense de l'Union [sud-africaine] (UDF - Union Defense Force). 
En 1947, la SANF a acquis trois navires supplémentaires: les dragueurs de mines HMSAS Rosamund (rebaptisé plus tard HMSAS Bloemfontein) et HMSAS Pelorus (plus tard rebaptisé HMSAS Pietermaritzburg), et la corvette HMSAS Ciste (plus tard transformé en un navire de levés hydrographiques et renommé HMSAS Protea). 
Il a été rebaptisé South African Navy (SAN) ("Marine sud-africaine") le 1er juillet 1951. Le titre de HMSAS (Her Majesty's South African Ship - navire sud-africain de sa Majesté) fut remplacé par SAS (South African Ship - navire sud-africain) en 1952, et la couronne présente dans les insignes des uniformes fut remplacée par le Lion de Nassau présent sur le  blason du pays en 1959, deux ans avant l'Afrique du Sud devienne une république.
Le premier destroyer de la SAN, le SAS Jan van Riebeeck (l'ancien destroyer britannique HMS Wessex), fut transféré à l'Afrique du Sud le 29 mars 1950. Le deuxième destroyer de la SAN, le SAS Simon van der Stel (l'ancien HMS Dragonnet, frère jumeau du SAS Jan van Riebeeck), a été remis à la SAN le 23 février 1953.
Simultanément, les négociations avaient lieu entre les gouvernements britannique et sud-africain sur l'avenir de la base de la Royal Navy de Simon's Town. Le résultat de ces discussions fut le transfert de la base à l'Union sud-africaine le 2 avril 1957 sous les termes de l'accord Simonstown, et la décision que la SAN achèterait à la Grande-Bretagne quatre frégates supplémentaires, dix dragueurs côtiers et cinq bateaux de la défense au large. En 1963, la première frégate a été livrée.
En outre, en 1970, la SAN a reçu le premier de ses trois sous-marins acheté aux chantiers Dubigeon de Nantes, dont le premier étant nommé SAS Maria van Riebeeck, du nom de l'épouse wallonne de Jan van Riebeeck.
L'agitation politique à Soweto et ailleurs a incité le gouvernement sud-africain à prendre des mesures encore plus sévères pour maintenir l'opposition sous contrôle, ce qui à son tour conduisit à un embargo sur les armes destinées à l'Afrique du Sud en 1977. À la suite de cela, deux corvettes et deux sous-marins qui avaient été commandés pour la SAN ne furent pas livrés. L'Afrique du Sud commanda alors secrètement des équipements à Israël.
En 1977, le commandant en chef de la Force de Défense sud-africaine (UDF) a réduit les priorités de la Marine à celles d'une marine côtière alors que la guerre commençait à dégénérer sur les frontières terrestres. Le budget de la SAN fut alors coupé de façon spectaculaire. À la fin de ce conflit, en avril 1989, de fortes réductions de budget touchèrent l'UDF et la SAN. Les effectifs de la Marine furent réduits de 23 %, l'infanterie de marine fut démantelée, et les bases navales du Cap et Walvis Bay furent fermées.

## Organisation
En 2012, cette marine ne dispose plus que d'une seule base navale à Simon's Town (près du Cap de Bonne-Espérance). Les missions de lutte contre la piraterie autour de la Corne de l'Afrique fait envisager la réactivation la base navale de Durban.

## Pavillon de la marine

1922–1946
1946–1951
1951–1952
1952-1959
1959–1981
1981–1994
27 avril 1994 - 11 novembre 1994
1994–

## Équipements[Quand?]

### Sous-marins
Classe Héroïne :
- SAS Manthatisi (S101)
- SAS Charlotte Maxeke (S102)
- SAS Queen Modjadji (S103)

### Frégates
Classe Valour : (2006)
- SAS Amatola (en) (F145)
- SAS Isandlwana (en) (F146)
- SAS Spioenkop (en) (F147)
- SAS Mendi (en) (F148)

### Patrouilleurs
Classe Warrior (ex-classe Minister) :
- SAS Galeshewe (en) (P1567, ex-Hendrik Mentz)
- SAS Job Maseko (P1568, ex-Kobie Coetsee)
- SAS Makhanda (en) (P1569, ex-Magnus Malan)

### Dragueurs de mines
Classe River : 
- SAS Umkomaas (M1499, ex-Navors I)
- SAS Umhloti (M1212, ex-Navors II)
- SAS Umgeni (M1213, ex-Navors III)
- SAS Umzimkulu (M1142, ex-Navors IV)

### Chasseurs de mines
Classe City : 
- SAS Kapa (M1223, ex-Düren)
- SAS Tekwimi (M1225, ex-Wolfsburg)
- SAS Tshwane (M1221, ex-Schleswig)
- SAS Mangaung (M1222, ex-Paderborn)

### Navire ravitailleur
- SAS Drakensberg (en) (A301)

### Navire océanographique
Classe Hecla : 
- SAS Protea (A 324)

### Vedettes
- SAS Tobie (P 1552)
- SAS Tern (P 1553)
- SAS Tekwane (P 1554)

Classe Namacurra :
- SAS ?
- SAS ?
- SAS ?
- SAS ?
- SAS ?
- SAS ?
- SAS ?
- SAS ?
- SAS ?
- SAS ?
- SAS ?
- SAS ?
- SAS ?
- SAS ?
- SAS ?
- SAS ?
- SAS ?
- SAS ?
- SAS ?
- SAS ?
- SAS ?
- SAS ?
- SAS ?
- SAS ?

### Embarcations de débarquement
- SAS ?
- SAS ?
- SAS ?
- SAS ?
- SAS ?
- SAS ?

### Remorqueurs
- SAS ?
- SAS ?
- SAS ?
- SAS ?
- SAS ?

### Aéronefs
| Principaux aéronefs de la marine sud-africaine |                                |                                  |
| Aéronefs                                       | Type                           | En service (commandés ou prévus) |
| Douglas C-47TP Skytrain                        | Avion de surveillance maritime | 3                                |
| AgustaWestland Super Lynx Mk64                 | Hélicoptère moyen              | 4                                |
| SA.330 Oryx                                    | Hélicoptère moyen              | 8                                |